# Morsko
Morsko je vesnice ve gmině Włodowice v okrese Zawiercie ve Slezském vojvodství v jižním Polsku. Nachází se také na vysočině Wyżyna Częstochowska (Čenstochovská jura) patřící do pohoří Wyżyna Krakowsko-Częstochowska (Krakovsko-čenstochovská jura), jež je součástí geomorfologického nadcelku Wyżyna Śląsko-Krakowska (Slezsko-krakovská vysočina).

## Historie
Na vápencovém skalnatém kopci se nachází zřícenina hradu Bąkowec (Morsko) o kterém se první písemná zmínka datuje do roku 1389. Hrad patřil do obranného pásma Orlí hnízda (Orli gniazda). Morsko bylo částí podzámčí tohoto hradu. V letech 1975–1998 Morsko patřilo do dnes již neexistujícího Čenstochovského vojvodství. Morsko se postupně tranformovalo na významné turistické středisko krajinného parku Park Krajobrazowy Orlich Gniazd.

## Sport a turistika
V Morsku jsou četné turistické trasy a cyklostezky, z nichž nejznámější jsou Szlak Orlich Gniazd a Szlak Warowni Jurajskich. Populární je zde také horolezectví a lyžování.